# Vol China Northwest Airlines 2303
Le 6 juin 1994, un Tupolev Tu-154 effectuant le vol China Northwest Airlines 2303, reliant Xi'an à Canton, en Chine, se désintègre en vol et s'écrase à la suite d'un dysfonctionnement du pilote automatique qui a provoqué de violentes secousses et a surchargé la cellule. Les 160 personnes à bord sont tuées. Il s'agit de l'accident d'avion le plus meurtrier jamais survenu en Chine continentale.

## Avion

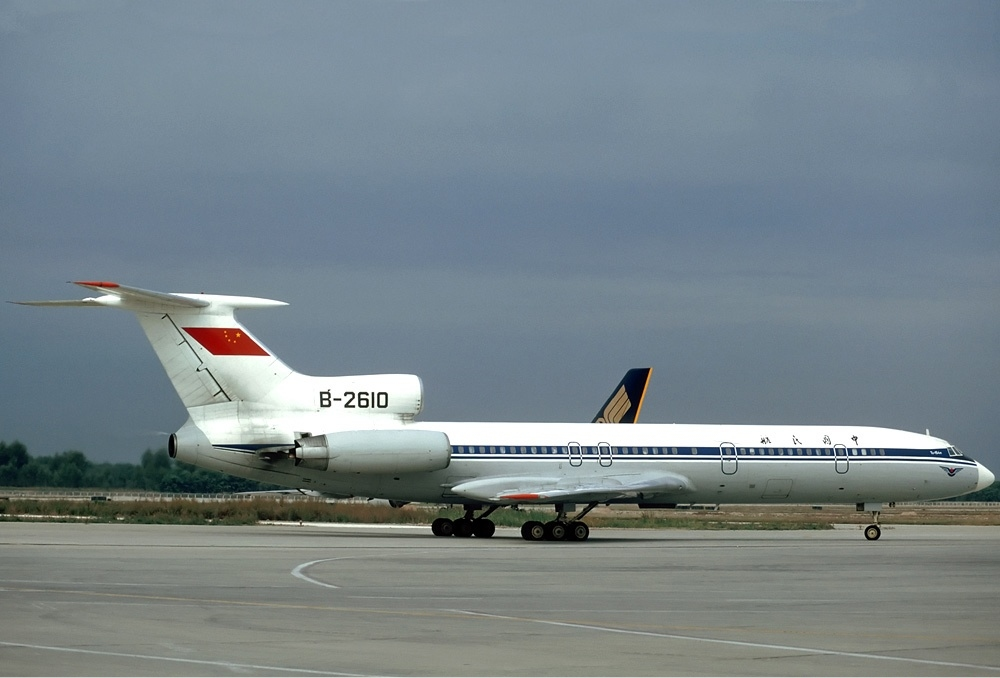
B-2610, l'avion impliqué dans l'accident, ici en septembre 1988.

L'avion était un Tupolev Tu-154M (immatriculation B-2610, usine 86A740, numéro de série 0740). Il a été achevé par l'usine d'aviation de Kuibyshev (KuAPO) le 22 décembre 1986 et a été immédiatement transféré à l'administration de l'aviation civile de Chine (CAAC). Le 1er juillet 1988, en raison d'une réorganisation, CAAC a transféré l'avion à China Northwest Airlines. L'avion était propulsé par trois turboréacteurs à double flux Soloviev D-30 KU-154-II de l'usine de moteurs de Rybinsk. Le jour de l'accident, l'avion totalisait 12 507 heures de vol et 6 651 cycles de décollage et d'atterrissage.

## Passagers et équipage

### Équipage
L'équipage de conduite était composé du capitaine Li Gangqiang, du capitaine de la faculté Xin Tiancai, du premier officier Yang Min, du pilote Zhang Nanjing et de l'ingénieur de vol Kang Youfa. Il y avait également neuf agents de bord à bord.

### Passagers
| Nationalité | Passagers | Équipage | Total |
| ----------- | --------- | -------- | ----- |
| Chine       | 133       | 14       | 147   |
| Italie      | 4         | 0        | 4     |
| Hong Kong   | 3         | 0        | 3     |
| États-Unis  | 2         | 0        | 2     |
| Royaume-Uni | 2         | 0        | 2     |
| Taïwan      | 1         | 0        | 1     |
| Suisse      | 1         | 0        | 1     |
| Total       | 146       | 14       | 160   |

## Accident
L'avion a décollé de l'aéroport international de Xi'an Xianyang à 8 h 13 le 6 juin 1994. À ce moment, il pleuvait, mais cela n'a pas retardé le départ.
Vingt-quatre secondes après le décollage, l'équipage a signalé que l'avion « flottait » et faisait un bruit anormal, mais était toujours capable de maintenir une vitesse de 220 nœuds, soit 400 km/h et 250 mph. Trois minutes après le décollage, l'avion a survolé la ville de Xi'an et a tourné vers le sud-est. L'équipage a alors signalé un cabré instable à 20° et 30° à 8 h 16 min 24 s et 8 h 16 min 58 s, respectivement.
À 8 h 17 min 06 s, alors qu'il survolait le canton de Mingdu, comté de Chang'an, Shaanxi, l'avion est devenu incapable de maintenir son assiette assignée. L'équipage a alors engagé temporairement le pilote automatique, ce qui a provoqué de manière inattendue un virage à droite de l'avion. À 8 h 22 min 27 s, alors que l'avion volait à 373 km/h (232 mph), l'avertissement de décrochage s'est activé. L'avion s'est ensuite dangereusement incliné vers la gauche et est passé de 4717 mètres (15476 pieds) à 2884 mètres (9462 pieds) en 12 secondes, à une vitesse de 403 nœuds, soit 747 km/h (464 mph).
À 8 h 22 min 42 s, l'avion s'est désintégré en vol au-dessus de la banlieue du village de Tsuitou, canton de Mingyu. Tous les 146 passagers et 14 membres d'équipage sont morts, la plupart à l'impact. L'épave a atterri au sud-est de l'aéroport, dispersée sur 18 miles (29 km) de terres agricoles.

## Enquête
Un mauvais entretien est la cause probable de l'accident. La veille au soir, le canal de lacet du pilote automatique avait été connecté par erreur à la commande d'inclinaison et le canal d'inclinaison aux commandes de lacet, alors qu'il était en cours de maintenance dans une installation non approuvée.

## Conséquences
Cet accident, ainsi que celui du vol China Southwest Airlines 4509 en 1999, a entraîné la décision de la Chine de retirer le Tupolev Tu-154. Tous les Tu-154 en Chine ont été retirés du service le 30 octobre 2002. En 2003, la compagnie aérienne China Northwest fusionne avec China Eastern Airlines. Le vol 2303 est toujours utilisé par China Eastern Airlines pour leur vol Xian - Guangzhou.